# Национальная гвардия
Национа́льная гва́рдия (фр. Garde Nationale) — термин имеющий два значения:
1. Вооружённое гражданское ополчение которое создавалось в XVIII—XIX веках во Франции и некоторых государствах Западной Европы;
2. Территориальные воинские формирования во многих государствах мира, несущие функцию жандармерии и резерва вооружённых сил на военное время.

## Вооружённое гражданское ополчение

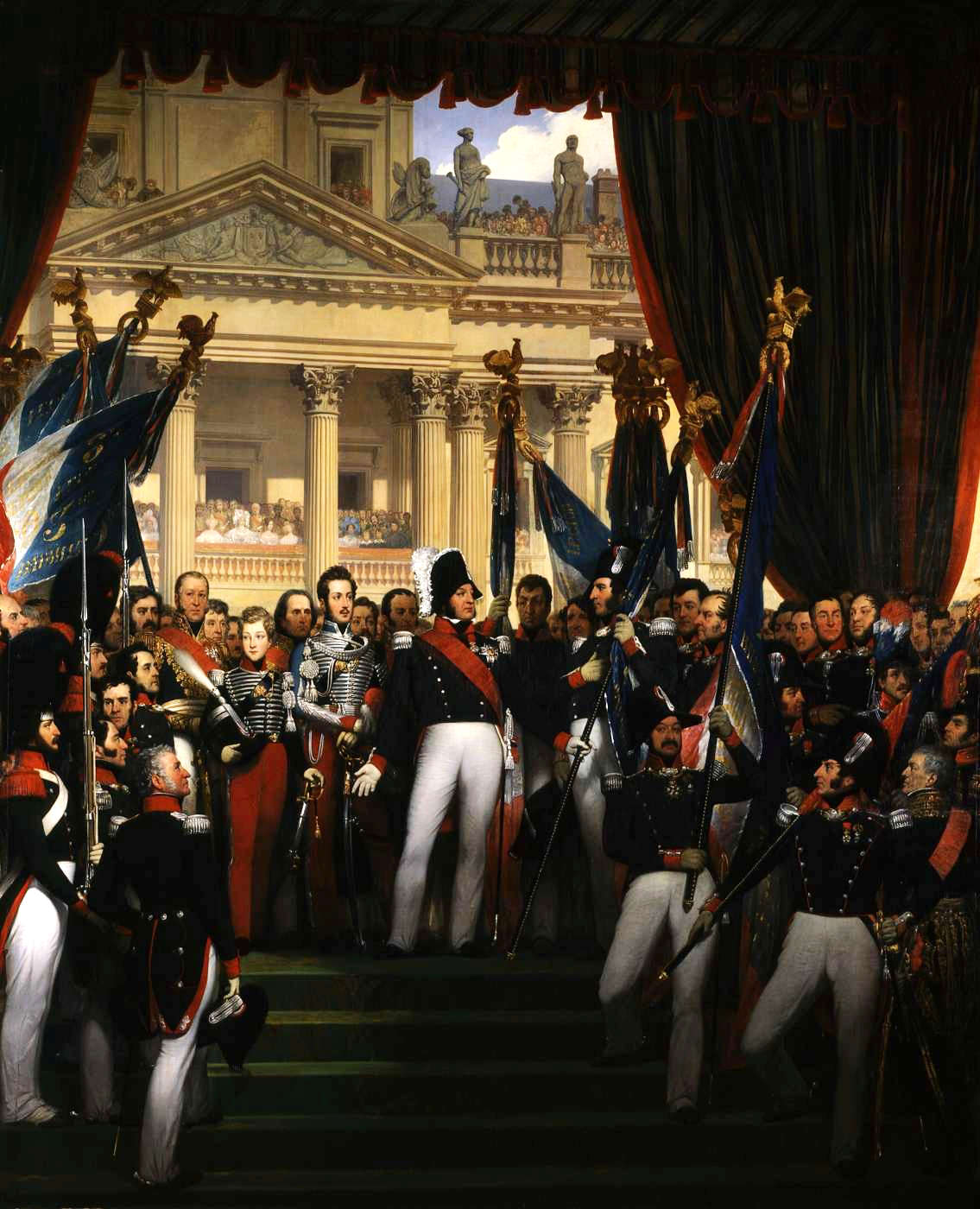
Национальная гвардия, Париж, 1830 год.
Картина кисти Жозеф-Дезире Кур. 1834 год

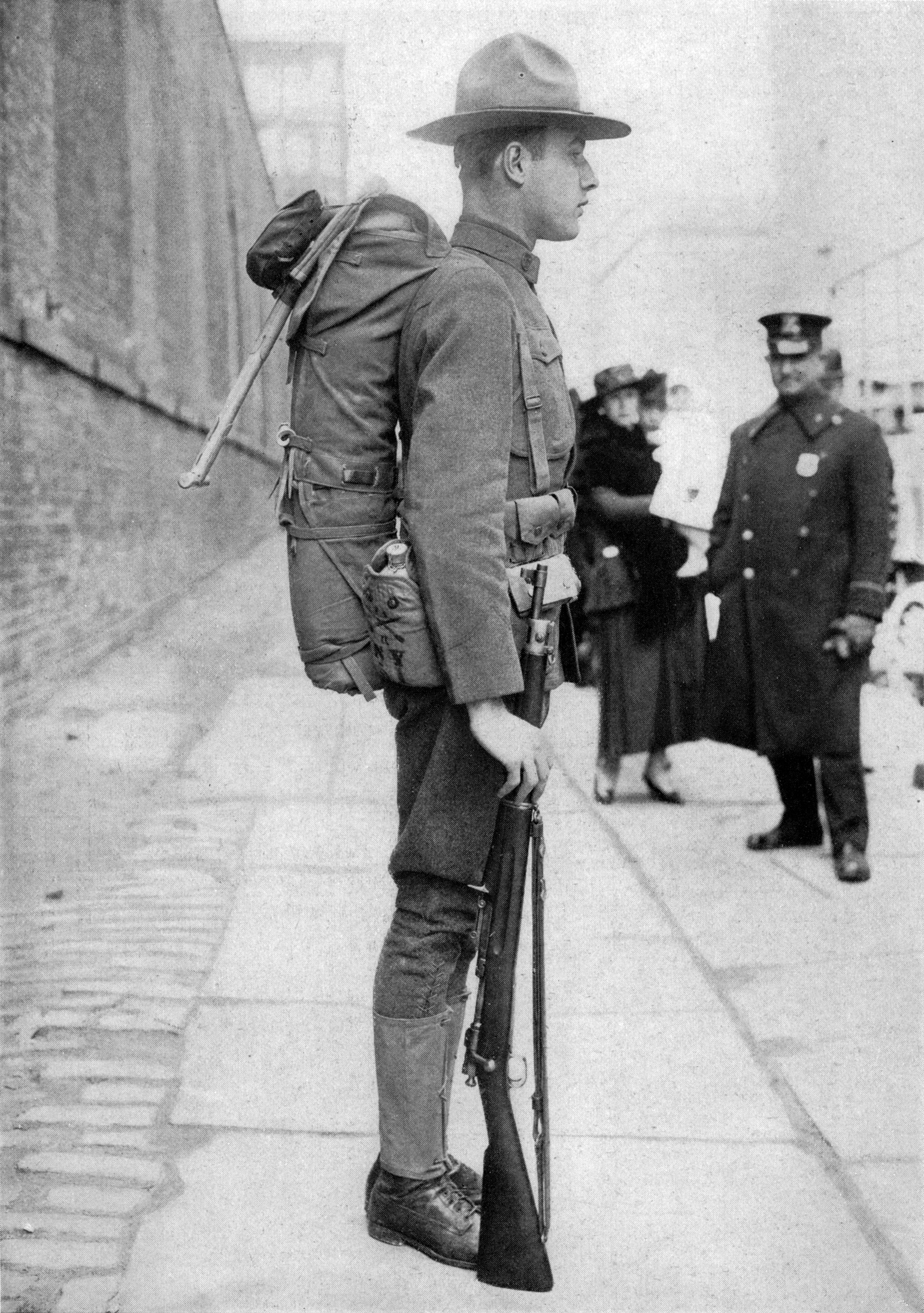
Военнослужащий Национальной гвардии США, в походной форме одежды и снаряжении.
1917 год

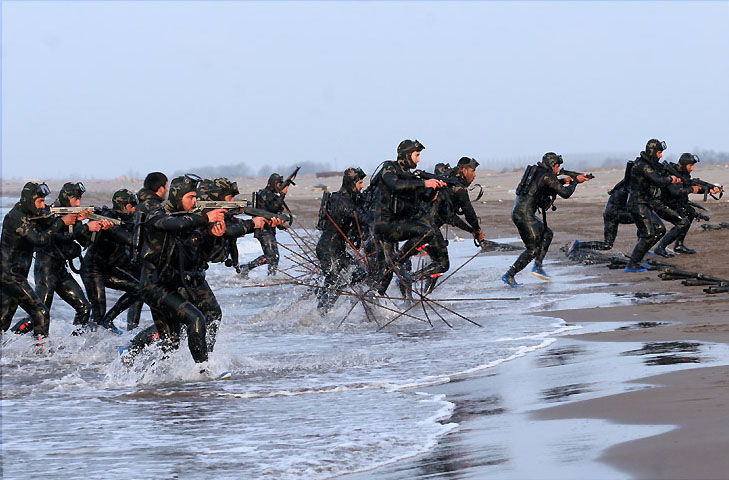
Тренировки подразделений специального назначения Корпуса Стражей Исламской революции (Национальной гвардии Ирана)

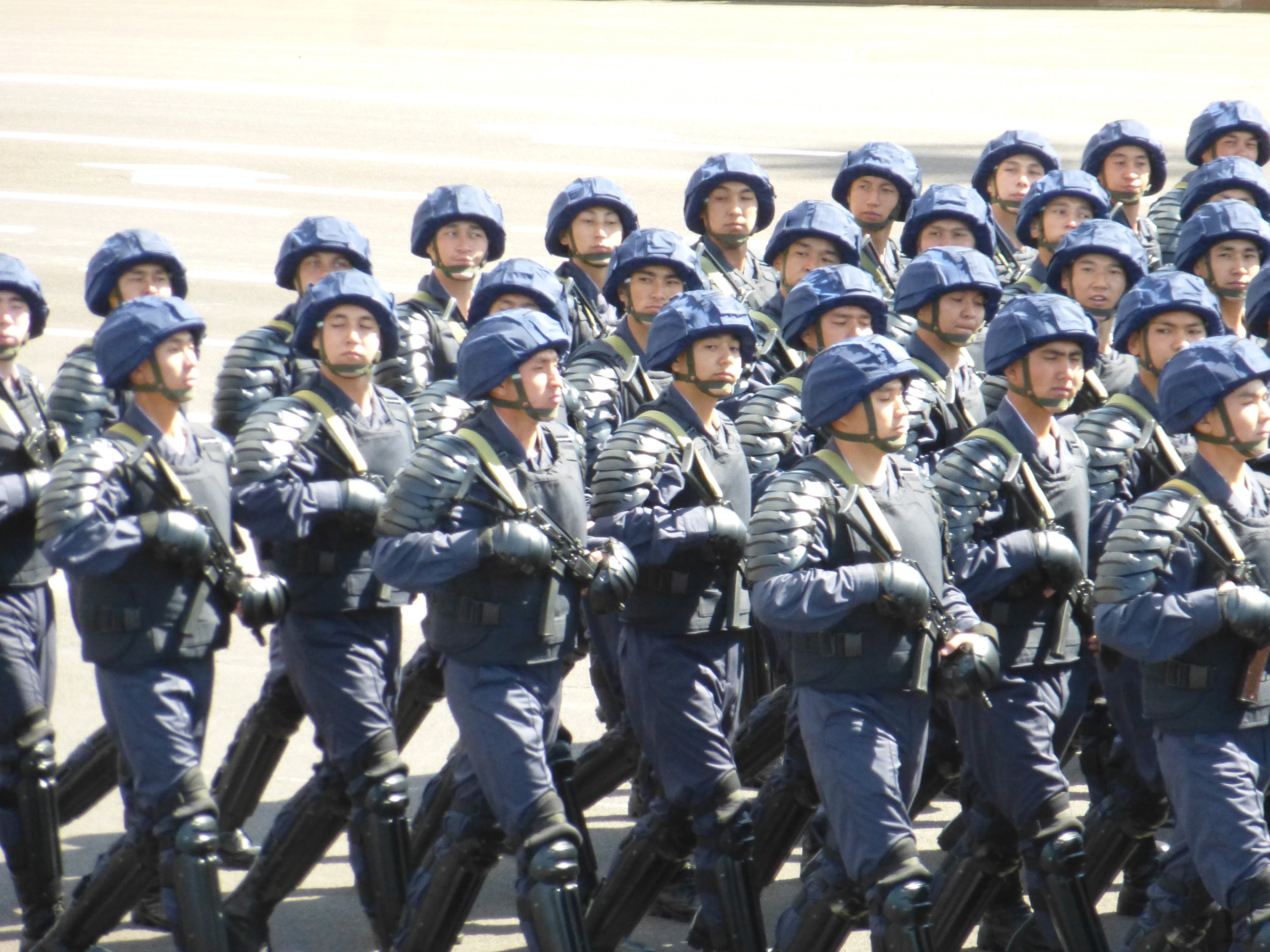
Парадная коробка Национальной Гвардии Казахстана.
Астана. 7 мая 2017 года

Как вооружённое гражданское ополчение, национальная гвардия впервые была создана в Париже в период Французской революции XVIII века и имела численность около 48 000 человек. Создана она была в 1789 году М. Ж. Лафайетом, который и стал её первым командующим.
Позже отряды национальной гвардии были сформированы в других городах и провинциях Франции. Законодательную базу по организации национальная гвардия получила в 1791 году. По причине того, что национальная гвардия находилась на самообеспечении, она комплектовалась в основном представителями из зажиточных слоёв населения и создавалась по территориальному принципу (по кварталам и округам). Организация ополчения была представлена легионами, батальонами и ротами. Командный состав назначался путём голосований: командир батальона избирался командирами рот, а все остальные командиры — личным составом подразделений. Военная подготовка национальных гвардейцев проводилась один раз в неделю.
Главными задачами деятельности национальной гвардии являлись охрана общественного порядка и пресечение контрреволюционных выступлений. В ходе революции социальный состав национальной гвардии был разбавлен пополнением бедными слоями населения с революционной мотивацией.
Наполеон Первый принял решение использовать национальную гвардию как базу подготовки резервов для регулярных войск, в связи с чем увеличил её численность.
При реставрации монархической династии Бурбонов в 1827 году национальная гвардия была упразднена. Вскоре после Июльской революции 1830 года она была снова воссоздана. В период Февральской революции 1848 года большая часть национальной гвардии уклонялась от боевых действий с мятежниками, проявляя к ним солидарность и защищая их от полиции и регулярной армии. При событиях Июньского восстания 1848 года национальная гвардия зажиточных кварталов Парижа была использована для подавления выступлений рабочих.
С 1852 года император лично назначал офицеров национальной гвардии. Во время Парижской коммуны 1871 года национальная гвардия была главной опорой революционного правительства. С поражением Парижской коммуны национальная гвардия прекратила своё существование.
Во время революций 1848-49 национальная гвардия появилась в таких государствах как Австрия, Испания, Ирландия, а также в отдельных германских и итальянских государствах.
В некоторых государствах национальная гвардия существовала под названиями «народная милиция» или «гражданская гвардия».

## Территориальные воинские формирования
На текущем историческом этапе национальная гвардия представляет собой территориальные воинские формирования, которые существуют во многих государствах мира.
В мирное время они выполняют задачи по охране и поддержанию общественного порядка, охраны важных государственных объектов. В военное время они служат для развёртывания и пополнения регулярных вооружённых сил государства.
Набор личного состава осуществляется в большинстве стран на иррегулярной основе. В некоторых государствах национальная гвардия входит в состав вооружённых сил государства.
На данный момент наиболее многочисленной, подготовленной и оснащённой является Национальная гвардия США, берущая своё начало от колониальной милиции, созданной в 1836 году. В организационном плане она представлена сухопутными войсками (армией) и собственными военно-воздушными силами и включена в состав так называемого организованного резерва Вооружённых сил США. В мирный период она является войсками штатов, в которых они дислоцируются с подчинением губернаторам штатов, а через них — Президенту США. Командуют войсками штатов генерал-адъютанты штатов, занимающие должность начальников штабов при губернаторах, а также командиры соединений и частей национальной гвардии. Все вопросы по строительству, финансированию, организации боевой подготовки, материально-технического обеспечения, а также связи с федеральными ведомствами и властями штатов являются компетенцией бюро Национальной гвардии. Начальник бюро находится в подчинении министра обороны США. При объявлении в США военного положения или чрезвычайного положения — по указу президента или Конгресса, формирования национальной гвардии включаются в состав регулярных войск с переподчинением Министерству обороны. Набор личного состава в национальную гвардию проходит по территориальному принципу на добровольной основе. В мирное время Национальная гвардия США также участвует в борьбе с терроризмом и наркобизнесом, в охране объектов оборонного значения, в тушении лесных пожаров, оказывают медицинскую помощь пострадавшему от стихийных бедствий населению.
В некоторых государствах национальная гвардия, также представленная территориальными воинскими формированиями, имеет другие названия:
- Иран — Корпус Стражей Исламской революции;
- Перу — Гражданская республиканская гвардия;
- Зимбабве — Народная милиция.

После распада СССР, в некоторых, получивших независимость государствах, в национальную гвардию были переименованы внутренние войска, подчинявшиеся министерству внутренних дел, но, в отличие от Национальной гвардии США, они не являются организованным резервом вооруженных сил, а выполняют по большей части полицейские функции. В случае войны эти силы мало что смогут сделать.
- Внутренние войска МВД Казахстана — 1992—2014, переименована в Национальную гвардию МВД РК;
- Внутренние войска МВД России — 1991—2016, переименована в Войска национальной гвардии Российской Федерации;
- Внутренние войска МВД Украины — 1991—2014, переименована в Национальную гвардию Украины.

## Исключения
Национальная гвардия Греции, несмотря на название, не является аналогом жандармерии и не привлекается к выполнению задач, характерных войскам правопорядка. В Вооружённых силах Греции она выполняет роль резерва сухопутных войск. В военное время также выполняет задачи войск гражданской обороны.